# Giennois
Le Giennois est une micro-région naturelle française située autour de la ville de Gien, dans le département du Loiret et la région Centre-Val de Loire. Elle se trouve entre la Sologne et la Puisaye.

## Histoire
Le Giennois appartenait à l'ancienne province de l'Orléanais.

## Géographie
Les contours de la région sont mal définis. Elle se situe, dans la vallée de la Loire, à  l'Est du Val de Loire, au sud du Gâtinais, au nord du Berry et de la Sologne et à l'ouest de la Puisaye.

## Administration
Plusieurs entités administratives peuvent être totalement ou partiellement situées sur le territoire du Giennois, c'est le cas des cantons de Gien, Châtillon-sur-Loire et Briare ainsi que des intercommunalités du Syndicat mixte du pays du Giennois, des communautés de communes giennoises, du canton de Briare, du canton de Châtillon-sur-Loire.
L'arrondissement de Gien dans lequel se trouvait le Giennois est supprimé en 1926, la région est désormais situé dans l'arrondissement de Montargis.
Le district de Gien, en place de 1790 à 1795 correspondait approximativement aux contours du Giennois.

## Gastronomie
On peut citer notamment la région viticole d'appellation d'origine contrôlée dite des coteaux-du-giennois.

## Média
Le Journal de Gien et La République du Centre couvrent l'actualité de la région.